# Лялинська волость
Лялинська волость — адміністративно-територіальна одиниця Золотоніського повіту Полтавської губернії з центром у селі Лялинці.
Станом на 1885 рік складалася з 3 поселень, 7 сільських громад. Населення — 4634 осіб (2279 чоловічої статі та 2355 — жіночої), 745 дворових господарств.
|                     | Площа, десятин | У тому числі орної, дес. |
| ------------------- | -------------- | ------------------------ |
| Сільських громад    | 4520           | 2196                     |
| Приватної власності | 2486           | 825                      |
| Казенної власності  | 363            | 10                       |
| Іншої власності     | 68             | 55                       |
| Загалом             | 7437           | 3086                     |

Основні поселення волості станом на 1885:
- Лялинці — колишнє державне село при річці Річиця за 64 версти від повітового міста, 2800 осіб, 493 двори, православна церква, школа, постоялих будинок, 3 водяних і 19 вітряних млинів, базари по п'ятницях, 2 ярмарки на рік: 1 березня та 29 серпня.
- Гусине — колишнє власницьке село при річці Річиця, 1325 осіб, 178 дворів, православна церква, 2 вітряних млини.

Старшинами волості були:
- 1900 року — селянин Іван Терентійович Півень[2];
- 1904 року — селянин П. Мовчан[3];
- 1907 року — селянин Єфрем Бородай[4];
- 1913 року — Нестор Власович Немчин[5];
- 1915 року — Данило Єлисейович Коваль[6].